# To Deserve You
«To Deserve You» — песня, записанная американской певицей Бетт Мидлер для её восьмого студийного альбома Bette of Roses 1996 года. Автором песни стала Мария Макки, продюсером — Ариф Мардин.

## Музыкальное видео
Для продвижения сингла Маркусом Ниспелем было снято музыкальное видео, которое было выпущено в ротацию одновременно с выпуском сингла. На видео Милдер позирует и танцует на съемочной площадке в белом платье. Видео для ремиксовой версии было перемонтировано из оригинального.

## Отзывы критиков
Ларри Флик из Billboard заявил, что Мидлер выпустила сверкающую поп-жемчужину, которая прекрасно демонстрирует её восхитительно театральный стиль. Комментируя же ремиксы, Флик написал, что диджеи своим продакшеном попытались растопить голос дивы в качающих ритмах, и что они точно расшевелят воображение завсегдатаев танцпола солидными результатами. Он также предположил, что хоть трудно представить воздушную поп-балладу в стилистической обстановке, которая варьируется от резкой и андеграундной до праздничной, на самом деле она работает хорошо — в основном благодаря исполнению Мидлер, которая достаточно сильна, чтобы противостоять таким агрессивным грувам.

## Коммерческий успех
Песня стала ведущим синглом с альбома. Благодаря выпущенным ремиксам песня имела большой успех в танцевальном чарте США Dance Club Songs, достигнув второго места. Также песня была популярной в Нидерландах, где ремикс был добавлен в расширенное европейское переиздание сборника Experience the Divine: Greatest Hits, сам альбом возглавил чарт, а сингл вошёл в первую десятку.

## Варианты издания
| 12"-сингл (США) A1. «To Deserve You» (Arif’s Club Mix) — 7:55 A2. «To Deserve You» (Bonzai’s Club Mix) — 7:00 B1. «To Deserve You» (MK Club Mix) — 6:39 B2. «To Deserve You» (MK Dub 1) — 5:00 B3. «To Deserve You» (MK Dub 2) — 4:40 12"-сингл (Канада) A1. «To Deserve You» (Arif’s Club Mix) — 7:55 A2. «To Deserve You» (Bonzai’s Club Mix) — 7:20 B1. «To Deserve You» (MK Mix) — 6:39 B2. «To Deserve You» (Single Remix) — 4:08 B3. «To Deserve You» (Album Version) — 5:13 | 12"-промосингл (США) A1. «To Deserve You» (Bonzai’s «Die 4» Mix) — 7:00 A2. «To Deserve You» (Plastic Vocal Journey) — 8:01 B1. «To Deserve You» (Edge Factor Dub) — 7:30 B2. «To Deserve You» (Mondo & Jesse Mix) — 4:20 CD-сингл 1. «To Deserve You» (Arif’s Radio Mix) — 4:12 2. «To Deserve You» (Bonzai Club Mix) — 7:20 3. «To Deserve You» (Bonzai’s «Die 4» Mix) — 7:01 4. «To Deserve You» (Arif’s Club Mix) — 7:56 5. «To Deserve You» (MK Mix) — 6:40 6. «To Deserve You» (Album Version) — 4:36 |

MC-сингл
1. «To Deserve You» — 4:36
2. «Up! Up! Up!» — 2:44

## Чарты
| Чарт (1995—1996)                    | Высшая позиция |
| ----------------------------------- | -------------- |
| Канада (RPM Adult Contemporary)     | 18             |
| Нидерланды (Dutch Top 40)           | 5              |
| Нидерланды (Single Top 100)         | 7              |
| США (Billboard Dance Club Songs)    | 2              |
| США (Billboard Dance Singles Sales) | 19             |
| Япония (Oricon)                     | 14             |

| Чарт (1996)                      | Высшая позиция |
| -------------------------------- | -------------- |
| Нидерланды (Dutch Top 40)        | 12             |
| Нидерланды (Single Top 100)      | 27             |
| США (Billboard Dance Club Songs) | 45             |